# Espacio marino del norte de La Palma
Espacio marino del norte de La Palma este o arie protejată (arie de protecție specială avifaunistică — SPA) din Spania întinsă pe o suprafață de 39.160,13 ha, integral marine.

## Localizare
Centrul sitului Espacio marino del norte de La Palma este situat la coordonatele 28°52′17″N 17°51′39″W / 28.8714°N 17.8609°V.

## Înființare
Situl Espacio marino del norte de La Palma a fost declarat arie de protecție specială avifaunistică în iulie 2014 pentru a proteja 11 specii de animale.

## Biodiversitate
Situată în ecoregiunile  și marină macaroneziană, aria protejată nu include niciun habitat protejat.
La baza desemnării sitului se află mai multe specii protejate de  păsări (11): Bulweria bulwerii, Calonectris diomedea, chirighiță neagră (Chlidonias niger), Hydrobates castro, Hydrobates leucorhous, Hydrobates pelagicus, Pelagodroma marina, Puffinus assimilis, Puffinus puffinus, chiră de baltă (Sterna hirundo), chiră de mare (Thalasseus sandvicensis).
Pe lângă speciile protejate, pe teritoriul sitului au mai fost identificate 2 specii de păsări.